# Harrisonburg (Louisiana)
Harrisonburg és una població dels Estats Units a l'estat de Louisiana. Segons el cens del 2000 tenia 746 habitants.

## Demografia
Segons el cens del 2000, Harrisonburg tenia 746 habitants, 142 habitatges, i 91 famílies. La densitat de població era de 306,4 habitants/km².
Dels 142 habitatges en un 25,4% hi vivien nens de menys de 18 anys, en un 42,3% hi vivien parelles casades, en un 14,8% dones solteres, i en un 35,9% no eren unitats familiars. En el 34,5% dels habitatges hi vivien persones soles el 22,5% de les quals corresponia a persones de 65 anys o més que vivien soles. El nombre mitjà de persones vivint en cada habitatge era de 2,5 i el nombre mitjà de persones que vivien en cada família era de 3,24.
Per edats la població es repartia de la següent manera: un 13,4% tenia menys de 18 anys, un 22,4% entre 18 i 24, un 42,5% entre 25 i 44, un 12,2% de 45 a 60 i un 9,5% 65 anys o més.
L'edat mediana era de 30 anys. Per cada 100 dones de 18 o més anys hi havia 316,8 homes.
La renda mediana per habitatge era de 21.786 $ i la renda mediana per família de 31.250 $. Els homes tenien una renda mediana de 15.000 $ mentre que les dones 14.167 $. La renda per capita de la població era de 6.242 $. Entorn del 17,1% de les famílies i el 27,6% de la població estaven per davall del llindar de pobresa.

## Poblacions més properes
El següent diagrama mostra les poblacions més properes.